# 野蒜水門
野蒜水門（のびるすいもん）は、宮城県東松島市にあり、鳴瀬川河口から約600m上流にある水門である。

## 歴史
野蒜水門は河口から約600m上流にあり、鳴瀬川と東名運河を結ぶ。平常時は開いており、高潮、洪水時に閉鎖される。
一帯は国の特別名勝「松島」保護区域のため、高さを抑え景観に配慮され、壁面は野蒜築港時代の遺構を模した煉瓦張りとなっている。

## 構造
船舶の通航があるため、扉体を横に開くマイターゲート形式としている。高さが抑えられて、壁面は煉瓦張りである。
- 型式　プレートガーダ式鋼製マイターゲート（ステンレス製）（幅10.6m×高さ7.5m×2枚）
- 本体　長さ15.3m、水路幅17.5m、高さ7.5m
- 開閉動力　ユニット一体型油圧シリンダー、左右各1基
- 開閉速度　全開　←→　全閉　30分
- 扉体重量　107トン（2枚合計）

## 東日本大震災時の水門
野蒜水門は東日本大震災による津波到達時閉鎖されており，津波は東名運河側から鳴瀬川側に水門の上を越流したものと推定されている。水門自体は震災時に大きな被害はなかった。

## 周辺施設
- 野蒜水門情報館[2]
- 北上運河
- 貞山運河